# Asat Chodschageldyjewitsch Bairyjew
Asat Chodschageldyjewitsch Bairyjew (russisch Азат Ходжагельдыевич Байрыев, turkmenisch Azat Baýryýew; * 17. Februar 1989 in Balkanabat, Turkmenische SSR, Sowjetunion) ist ein russischer Fußballspieler turkmenischer Herkunft. Seit 2016 steht er beim FK Kuban Krasnodar unter Vertrag. 